# 間質性腎炎
間質性腎炎（Interstitial nephritis），又稱腎小管間質性腎炎（Interstitial nephritis）,是一種影響腎臟腎小管周圍間質的腎炎病症。這種病可以是急性的、這意味著它會突然發生；或慢性、這意味著它是持續的，最終結束於腎功能衰竭。

## 病因
常見的病因包括感染，或對止痛劑、消炎藥等藥物或甲氧西林 ( meticillin )等抗生素的反应。藥物反應引起71％至92％的病例。
這種疾病也是由其他疾病，以及由腎損傷毒素所引起的。

## 診斷

### 驗血
約23％的患者有嗜酸粒細胞增多症（Eosinophilia）。

## 外部連結
- Merck Manual （页面存档备份，存于）